# Нимолва
Нимолва — деревня в Псковском районе Псковской области. Входит в состав Серёдкинской волости. 
Расположена у побережья Псковского озера, в 87 км к северо-западу от Пскова и в 30 км к западу от села Серёдка.
Численность населения деревни по состоянию на 2000 год составляла 7 человек.
До 28 февраля 2005 года деревня входила в состав ныне упразднённой Теребищенской волости.

## Топографические карты
- Лист карты O-35-XVI Пылва. Масштаб: 1 : 200 000. Издание 1980 г.